# ستيل بيشوب
ستيل بيشوب (بالإنجليزية: Steele Bishop)‏ مواليد 29 أبريل 1953 في أستراليا الغربية، كان دراج أسترالي سابق في صنف سباق الدراجات على المضمار. سبق أن شارك في دورة الألعاب الأولمبية الصيفية.

## سجل النتائج

### سباقات أو مراحل فاز بها
- طواف إيطاليا

## الميداليات
| الميدالية | المسابقة                                    |
| --------- | ------------------------------------------- |
| برونزية   | بطولة العالم لسباق الدراجات على الطريق 1951 |
| ذهبية     | بطولة العالم للدراجات على المضمار 1950      |
| ذهبية     | بطولة العالم للدراجات على المضمار 1951      |
| فضية      | بطولة العالم للدراجات على المضمار 1947      |
| فضية      | بطولة العالم للدراجات على المضمار 1952      |
| برونزية   | بطولة العالم للدراجات على المضمار 1948      |
| برونزية   | بطولة العالم للدراجات على المضمار 1953      |

## روابط خارجية
- ستيل بيشوب على موقع أرشيف الدراجات (الإنجليزية)
- ستيل بيشوب على موقع إحصائيات الدراجات الإحترافية (الإنجليزية)
- ستيل بيشوب على موقع أوليمبيديا (الإنجليزية)
- ستيل بيشوب على موقع اللجنة الأولمبية الأسترالية (الإنجليزية)